# Lijst van beelden in Almere
Dit is een (onvolledige) chronologische lijst van beelden in Almere. Onder een beeld wordt hier verstaan elk driedimensionaal kunstwerk in de openbare ruimte van de Nederlandse gemeente Almere, waarbij beeld wordt gebruikt als verzamelbegrip voor sculpturen, standbeelden, installaties, gedenktekens en overige beeldhouwwerken.
| Geplaatst | Omschrijving                                         | Kunstenaar                             | Straat                                                            | Plaats        | Materiaal                                           | Afbeelding |
| --------- | ---------------------------------------------------- | -------------------------------------- | ----------------------------------------------------------------- | ------------- | --------------------------------------------------- | ---------- |
| 1978      | Herdenkingssteen                                     | Dienst Publieke Werken                 | Weg 1940-1945 / Vrijheidsdreef                                    | Almere Stad   | natuursteen                                         |            |
| 1979      | Samenspraak (Het Gezin)                              | Jan Snoeck                             | Markt                                                             | Almere Haven  | keramiek / beton                                    |            |
| 1981      | Zonder titel                                         | Cor Kennedy                            | Kruisstraat 1                                                     | Almere Haven  | kalksteen                                           |            |
| 1981      | Constructie I                                        | Cyril Lixenberg                        | Noorderdreef                                                      | Almere Stad   | cortenstaal                                         |            |
| 1981      | Constructie II                                       | Cyril Lixenberg                        | hoek Busstation 't Oor / Oorweg                                   | Almere Stad   | cortenstaal                                         |            |
| 1983      | Escape 2                                             | Maarten Manson                         | Parkwerf / Stadswerfpark                                          | Almere Haven  | roestvrij staal                                     |            |
| 1983      | Slangentoren                                         | Lon Pennock                            | Clemenceaustraat                                                  | Almere Stad   | diverse materialen                                  |            |
| 1984      | Ontsnapping van een driehoek                         | Maarten Manson                         | Noorderdreef / De Paal                                            | Almere Haven  | roestvrij staal                                     |            |
| 1984      | De Kus                                               | Berend Hendriks                        | Amsterdamweg                                                      | Almere Stad   | staal                                               |            |
| 1984      | Energienaald                                         | Jan van Munster                        | Oorweg                                                            | Almere Stad   | cortenstaal / neon                                  |            |
| 1985      | Escape 3                                             | Maarten Manson                         | Piet Moeskoppad                                                   | Almere Buiten | ijzer / kabel van RVS                               |            |
| 1985      | Escape 9                                             | Maarten Manson                         | Vivaldipad                                                        | Almere Stad   | corten- en roestvrij staal                          |            |
| 1986      | Zonder titel                                         | Hans Koetsier                          | Grote Vaartweg / Oostvaardersdijk                                 | Almere        | beton // marmerschijven                             |            |
| 1987      | Windschermen                                         | Babette Treumann                       | Station Almere Centrum (ca. 2020 vervangen door glazen platen)    | Almere Stad   | kunststof                                           |            |
| 1987      | Zuil                                                 | Peer Veneman                           | Station Almere Centrum                                            | Almere Stad   | brons                                               |            |
| 1988      | Zonder titel                                         | Cornelius Rogge                        | Westerdreef                                                       | Almere Haven  | brons                                               |            |
| 1988      | Don't wait for me in a borrowed home                 | Henk Visch                             | Stationsstraat                                                    | Almere Stad   | brons                                               |            |
| 1988      | Negen Leunblokken                                    | Herman Makkink                         | Leeghwaterpad                                                     | Almere        | beton / gietijzer                                   |            |
| 1989      | Zonder titel                                         | Sigurður Guðmundsson                   | Grote Markt                                                       | Almere Stad   | graniet en brons                                    |            |
| 1989      | Nimis                                                | Pjotr Müller                           | Koningin Beatrixpark                                              | Almere Stad   | beton / granito                                     |            |
| 1990      | Gotische Kathedraal                                  | José Pelzers                           | Luitstraat                                                        | Almere Stad   | staal                                               |            |
| 1990      | Leda en de Zwaan                                     | David Vandekop                         | Wipmolenweg                                                       | Almere Buiten | keramiek / granito                                  |            |
| 1990      | Present                                              | Jerome Symons                          | Koningin Beatrixpark                                              | Almere Stad   | muschelkalkzandsteen                                |            |
| 1991      | De ontmoeting                                        | W.G. van de Hulst jr.                  | Bougainvillepad                                                   | Almere Buiten | brons                                               |            |
| 1992      | Monument voor een woningwetwoning                    | Anne Marie Backer                      | Muiderweg                                                         | Almere Haven  | palmhout                                            |            |
| 1992      | Dr. J.M. den Uylmonument                             | Kees Buckens                           | Dr. J.M. den Uylpark                                              | Almere Stad   | Belgisch hardsteen                                  |            |
| 1992      | De bedrijfskring                                     | Siemen Bolhuis                         | Koopmanstraat                                                     | Almere Stad   | brons                                               |            |
| 1993      | H2O                                                  | Jeroen Stok                            | Vlotbrugweg                                                       | Almere Buiten | staal                                               |            |
| 1993      | HIER                                                 | Marc Ruygrok                           | Odeonstraat (1993-2013) Wandellaan (vanaf 2013)                   | Almere Stad   | koper                                               |            |
| 1993      | Zonder titel                                         | Hieke Luik                             | Kolkplein                                                         | Almere Stad   | brons                                               |            |
| 1993      | Zonder titel                                         | Caius Spronken                         | Kolkplein                                                         | Almere Stad   | brons                                               |            |
| 1994      | Zonder titel                                         | Ad Swinkels                            | Haasweg                                                           | Almere Buiten | keramiek                                            |            |
| 1994      | Het Bootje                                           | Bas Maters                             | Paarlemoervijver                                                  | Almere Buiten | diverse materialen                                  |            |
| 1994      | Eos                                                  | David Vandekop                         | Pampushavenweg / Menuetstraat                                     | Almere Stad   | keramiek                                            |            |
| 1995      | De Dolfijn                                           | Marcel Smink                           | Marktgracht                                                       | Almere Haven  | aluminium / graniet                                 |            |
| 1995      | Signum Omnilacus                                     | Adriaan Rees                           | Haasweg / Eekhoornstraat                                          | Almere Buiten | aluminium / keramiek                                |            |
| 1995      | Rad van Verzet                                       | Henk van Slooten                       | Bos der Onverzettelijken                                          | Almere Stad   | staal, kunststof                                    |            |
| 1996      | Vondst                                               | Ria Smit                               | Gerard Monninkpad                                                 | Almere Buiten | beton / metaal                                      |            |
| 1997      | Madonna met kind                                     | Cor Kennedy                            | Hofmark                                                           | Almere Haven  | marmer                                              |            |
| 1998      | Zonder titel                                         | Stephan Balkenhol                      | Muzenpark (verwijderd ca. 2017 i.v.m. rotting)                    | Almere Stad   | hout                                                |            |
| 1998      | A                                                    | Hans Koetsier                          | Paralleldreef                                                     | Almere Stad   | beton                                               |            |
| 1998      | Berg van Licht                                       | Jan Wolkers                            | Rameaugracht, Godfried Bomansstraat                               | Almere Stad   | roestvrij staal, glas                               |            |
| 1999      | Fallen                                               | Thom Puckey                            | Buñuellaan                                                        | Almere Stad   | brons                                               |            |
| 1999      | Olifanten van Almere                                 | Tom Claassen                           | Knooppunt A6 / A27                                                | Almere Buiten | staa / tempex / spuitbeton                          |            |
| 1999      | Souvenirs van het Oude Land                          | Sjoerd Buisman                         | Meerveld/Mesurierpad                                              | Almere Haven  | brons                                               |            |
| 2000      | Zonder titel                                         | Thomas Houseago                        | Boomgaardweg                                                      | Almere Stad   | brons                                               |            |
| 2000      | Zeven Zwaluwen                                       | Frans van der Ven                      | Assenplein                                                        | Almere Stad   | brons / roestvrij staal / hout / metaal             |            |
| 2000      | De urn                                               | Armando                                | Bergplaats                                                        | Almere Haven  | brons                                               |            |
| 2001      | Appelhouten mannen                                   | Tom Claassen                           | Lumièrepark                                                       | Almere Stad   | brons                                               |            |
| 2001      | Het Schrijfkanon                                     | Peter Zegveld                          | Hogering                                                          | Almere        | brons                                               |            |
| 2001      | Ontkieming                                           | Joep van Lieshout                      | Veluwedreef / Parkwijklaan                                        | Almere Stad   | polyester                                           |            |
| 2001      | Tegelrand                                            | Ben Hosman e.a.                        | Sluiskade                                                         | Almere Haven  | keramiek                                            |            |
| 2002      | Entreepoort                                          | Pjotr Müller                           | Beatrixlaan / Muziekdreef                                         | Almere Stad   | roestvrij staal / polyester                         |            |
| 2002      | Muurschildering Baders                               | Gijs Frieling                          | Kerkgracht                                                        | Almere Stad   | verf                                                |            |
| 2003      | De Gouden man                                        | André Havas                            | Boomgaardweg                                                      | Almere Stad   | gepolychromeerd brons                               |            |
| 2003      | Muurschildering De Zeemeermin                        | Bozorg Khazraie                        | Doesburgkade                                                      | Almere Stad   | verf                                                |            |
| 2003      | Muurschildering Founding Fathers                     | Nanne Balyon Simon Balyon              | Markt / Kerkgracht                                                | Almere Stad   | verf                                                |            |
| 2003      | Muurschildering Pioniers Almere                      | Nanne Balyon Simon Balyon              | Markt                                                             | Almere Haven  | verf                                                |            |
| 2003      | Muurschildering Restaurant de Burgemeester           | Nanne Balyon Simon Balyon              | hoek Markt / Plaats                                               | Almere Haven  | verf                                                |            |
| 2004      | Kar                                                  | Marcel van Campen                      | Spectrumdreef / Antillenweg                                       | Almere        | aluminium legering                                  |            |
| 2004      | Muurschildering Goede Rede                           | Nina Fedyushkina Aleksandra Nikiforova | Kerkgracht                                                        | Almere Haven  | verf                                                |            |
| 2004      | Muurschildering Thuiskomst                           | Bozorg Khazraie                        | Brink / Stadswerf, hoek Schoolstraat/Voorstraat                   | Almere        | verf                                                |            |
| 2005      | Hestia                                               | Siemen Bolhuis                         | Uithof                                                            | Almere        | brons                                               |            |
| 2005?     | Warm Thoughts                                        | Donna Corbani                          | De Kemphaan (tijdelijk)                                           | Almere Hout   |                                                     |            |
| 2006      | Boy/girl next door                                   | Berry Holslag                          | Goedewerf                                                         | Almere Haven  | keramiek                                            |            |
| 2006      | Muurschildering                                      | Nanne Balyon                           | Plein                                                             | Almere        | verf                                                |            |
| 2006      | Noli me tangere                                      | Luk van Soom                           | Arthur van Schendelpad                                            | Almere Stad   | gegalvaniseerd staal / licht                        |            |
| 2006      | Muurschildering Sterren kijken                       | Nanne Balyon                           | Plein                                                             | Almere        | verf                                                |            |
| 2006      | Tussen het water                                     | Marinus Boezem                         | kust-drinkfonteintjes - her en der te vinden in Tussen de Vaarten | Almere        | natuursteen                                         |            |
| 2000–2006 | Up-Stairs                                            | Ira Koers                              | 3 verschillende trappen, te vinden op Forum en Citadel            | Almere Stad   | diverse materialen                                  |            |
| 2007      | Time == Art                                          | Emeke Buitelaar                        | Belfort                                                           | Almere Stad   | keramiek / beton / terrazzo                         |            |
| 2007      | Hoe maakt u het                                      | Monaa van Vlijmen                      | Maastrichtplein                                                   | Almere Stad   | terrazzo / glas                                     |            |
| 2007      | Muurschildering Holland Triathlon                    | Nanne Balyon                           | Sluis                                                             | Almere        | verf                                                |            |
| 2008      | Laura                                                | Anita Franken                          | Sieradenweg / Collierstraat                                       | Almere        | brons                                               |            |
| 2008      | City Life                                            | Monaa van Vlijmen                      | Kruisstraat                                                       | Almere        | verf                                                |            |
| 2009      | Ik ben buiten                                        | Siemen Bolhuis Henk Walter             | Evenaar                                                           | Almere Buiten | cortenstaal                                         |            |
| 2009      | Twee vrouwen                                         | Roy Villevoye                          | Juan Grisstraat                                                   | Almere Stad   | vezelcement                                         |            |
| 2009      | Gedicht Thuis                                        | Maria van Daalen                       | Sepiastraat                                                       | Almere Buiten | letters op baksteen                                 |            |
| 2010      | Edelhert en Hinde                                    | Ben te Raa                             | Insulindeplein                                                    | Almere Buiten | staal / cortenstaal                                 |            |
| 2010      | Koester diversiteit (ook wel: Man zonder hoofd)      | Paul de Reus                           | hoek Veerkade/Oosterdreef/Sluis                                   | Almere        | gepolychromeerd brons                               |            |
| 2010      | Theatraal                                            | Frea Lenger                            | Rotonde Oosterdreef / Voorstraat                                  | Almere        | staal / perspex                                     |            |
| 2010      | Zomer in de stad                                     | Auke de Vries                          | Nederlandstraat                                                   | Almere        | gelakt ijzer                                        |            |
| 2011      | Krokodil                                             | Johanna Braeunlich                     | Stadswerfpark, naast Freek Blomweide                              | Almere Haven  | keramiek                                            |            |
| 2012      | Kempenaar monument                                   | Arno Coenen                            | Weerwaterplein                                                    | Almere Stad   | hardsteen, keramiek                                 |            |
| 2012      | Gevelornamenten                                      | Annet van der Kamp                     | Stedenwijk-Noord                                                  | Almere Stad   | beton                                               |            |
| 2012      | Marbles                                              | Daan Roosegaarde                       | Van Eesterenplein                                                 | Almere Buiten | kunststof / leds / luidsprekers                     |            |
| 2012      | Muurschildering                                      | Alice van Renselaar Anita de Harde     | Botplein                                                          | Almere Stad   | verf                                                |            |
| 2012      | Voortvarend                                          | Siemen Bolhuis                         | Wandellaan                                                        | Almere Stad   | brons                                               |            |
| 2012      | Gedicht Almere                                       | Maria van Daalen                       | Koraalstraat                                                      | Almere Buiten | letters op baksteen                                 |            |
| 2014      | Groei                                                | Frea Lenger                            | Kerkgracht                                                        | Almere Haven  | plexiglas                                           |            |
| 2015      | Meerkoet                                             | Sietse van de Wal                      | Kerkgracht                                                        | Almere Haven  | Polyurethaanschuim met een buitenkant van polyester |            |
| 2015      | Escape 5                                             | Maarten Manson                         | dakterrastuin stadhuis                                            | Almere Stad   |                                                     |            |
| 2019      | Blauwe Maandag                                       | Brigit Pauka                           | Dr. J.M. den Uylpark                                              | Almere Stad   | hout, verf                                          |            |
| 2021      | Rise                                                 | Laura O'Neill                          | Bos der Onverzettelijken                                          | Almere Stad   | brons, metaal                                       |            |
| 2021      | De Hulk                                              | Kamp Seedorf                           | Kasteel Almere (tijdelijk)                                        | Almere Stad   | verf                                                |            |
| 2022      | Uit het water herrezen standbeeld van Enith Brigitha | Patrick Mezas                          | Lumièrepark aan het Weerwater                                     | Almere        |                                                     |            |